# 布倫訥特山
47°49′8″N 14°8′26″E / 47.81889°N 14.14056°E

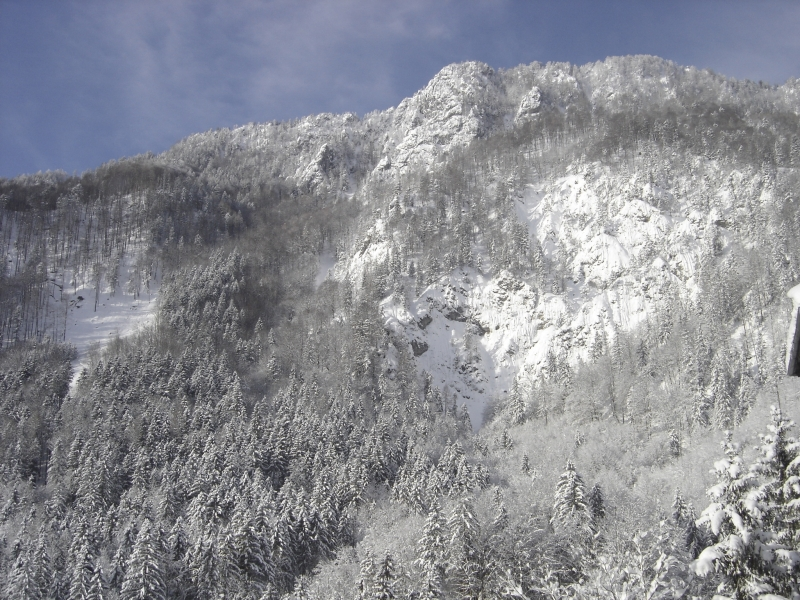

布倫訥特山（德語：Brennet），是奧地利的山峰，位於該國北部，由上奧地利州負責管轄，屬於上奧地利前阿爾卑斯山脈的一部分，處於皮恩山道旁克勞斯，海拔高度1,249米。